# Zaberbecze
Zaberbecze (prononciation : [zabɛrˈbɛt͡ʂɛ]) est un village polonais de la gmina de Leśna Podlaska dans le powiat de Biała Podlaska de la voïvodie de Lublin dans l'est de la Pologne.
Il se situe à environ 10 kilomètres au nord-ouest de Biała Podlaska (siège du powiat) et 100 kilomètres au nord de Lublin (capitale de la voïvodie).
Le village comptait approximativement une population de 118 habitants en 2013.

## Histoire
De 1975 à 1998, le village est attaché administrativement à la voïvodie de Biała Podlaska.

Depuis 1999, il fait partie de la voïvodie de Lublin.